# Baños de Tajo
Baños de Tajo es un municipio y localidad española de la provincia de Guadalajara, en la comunidad autónoma de Castilla-La Mancha. El término municipal, ubicado en la comarca del Señorío de Molina-Alto Tajo, tiene una población de 14 habitantes (INE 2024).

## Historia
Hacia mediados del siglo XIX, el lugar tenía contabilizada una población de 176 habitantes. La localidad aparece descrita en el tercer volumen del Diccionario geográfico-estadístico-histórico de España y sus posesiones de Ultramar de Pascual Madoz de la siguiente manera:

BAÑOS: ald. con ayunt. de la prov. de Guadalajara (21 leg.), part. jud. de Molina (3), aud. terr. de Madrid (31), dióc. de Sigüenza (12), c. g. de Castilla la Nueva; sit. en un barranco entre 2 cerros; la combaten los aires N. y SO. produciendo un clima muy frío y sano: tiene 63 casas de construccion regular aunque ordinaria, otra para el ayunt., en la cual hay una sala de sesiones, un calabozo, y una sala de escuela; esta la sirve el sacristan que tambien es secretario de ayunt., y percibe por aquel concepto 4 fan. de trigo que pagan las familias de los 16 niños que concurren: la igl. fué erigida en parr. en el año 1796, habiendo sido antes aneja á la de Taravilla; está dedicada á San Miguel; en los afueras se halla una fuente encañada para el uso del vecindario, con abrevadero para los ganados, otra, que llaman de los Prados y forma con la anterior un pequeño arroyo permanente, con cuyas aguas se riegan varios huertecítos; otra por bajo del pueblo que llaman la Pedriza; mas abajo otra que dicen de la Colmena del Prado, y finalmente otra por encima de las eras que llaman fuente del Tio Rillo, muy escasa, pero que en ningún tiempo pierde ni aumenta: las primeras son todas de escelentes aguas; pero esta última es mineral ferruginosa. Confina el térm. por N. con Fuenvellida y cas. de Arias á 1/4 de leg.; E. Terraguilla y cas. de Armalla, á 1/4; S. Taravilla 1/3; O. el r. Tajo 1 leg.: comprende 8,000 fan., de las que se cultivan 2.000, quedando las demas incultas por ser tierra muy agria y de muchos riscos: las cultivadas pueden calcularse 16 de primera calidad, 80 de segunda, 200 de tercera y 1,704 de quinta por ser demasiado inferiores: se cultivan por mitad alternativamente cada año; y su fertilidad en año comun no pasa de 3 por 1: á dist. de 1/2 cuarto de leg. hay un sitio llamado de la Manera, en el que se advierten escavaciones ant. hechas para el descubrimiento de minas de hierro, y que aparecen abandonadas: el terreno es de mucho monte pinar y sabinar de buena calidad, y abundante de pastos, áspero, lleno de riscos y muy frio: los caminos, travesías de herradura de muy mal tránsito por su natural escabrosidad: el correo se recibe por medio de un cartero, que le toma en la estafeta de Molina; prod.: trigo, cebada, centeno, avena, lentejas, yeros y algunas patatas: se mantienen 1,400 cab. de ganado lanar, 200 de cabrio, 76 de vacuno, 84 de caballar mayor y menor, y mucha caza de todas clases; pobl. 60 vec., 176 alm.; cap. prod.: 287,200 rs.; imp.: 28,725; contr.: 2,331 rs. 2 mrs.: presupuesto municipal: 1,900, del que se pagan 270 al secretario por su dotacion, y se cubre con 50 rs. de pastos de los propios, el arbitrio de la taberna y repartimiento vecinal. Se cree que existieron en este pueblo unos baños, en la fuente ferruginosa de que hemos hablado antes, y que de aqui se derivó su nombre; pero no hay datos quo confirmen esta tradicion.
(Madoz, 1846, p. 360-361)

Hasta la reforma de la nomenclatura municipal de 1916 el municipio se llamaba simplemente Baños. En dicha fecha su nombre fue modificado por el de Baños de Tajo.

## Demografía
Baños de Tajo cuenta con una población de 14 habitantes (INE 2024).
| Gráfica de evolución demográfica de Baños de Tajo entre 1842 y 2021 |
| |
| Población de derecho según los censos de población del INE Población de hecho según los censos de población del INEEntre el censo de 1857 y el anterior, crece el término del municipio porque incorpora a Fuembellida Entre el censo de 1930 y el anterior, disminuye el término del municipio porque independiza a Fuembellida |

| 1991 |  | 1996 |  | 2001 |  | 2004 |  | 2008 |  | 2013 |  | 2015 |  | 2017 |
| ---- |  | ---- |  | ---- |  | ---- |  | ---- |  | ---- |  | ---- |  | ---- |
| 34   |  | 31   |  | 27   |  | 29   |  | 22   |  | 15   |  | 17   |  | 16   |